# Polyommatus lehanus
Polyommatus lehanus är en fjärilsart som beskrevs av Moore 1878. Polyommatus lehanus ingår i släktet Polyommatus och familjen juvelvingar. Inga underarter finns listade i Catalogue of Life.